# Rubrius annulatus
Rubrius annulatus là một loài nhện trong họ Amaurobiidae.
Loài này thuộc chi Rubrius. Rubrius annulatus được Frederick Octavius Pickard-Cambridge miêu tả năm 1899.